# Châu thổ sông Nin

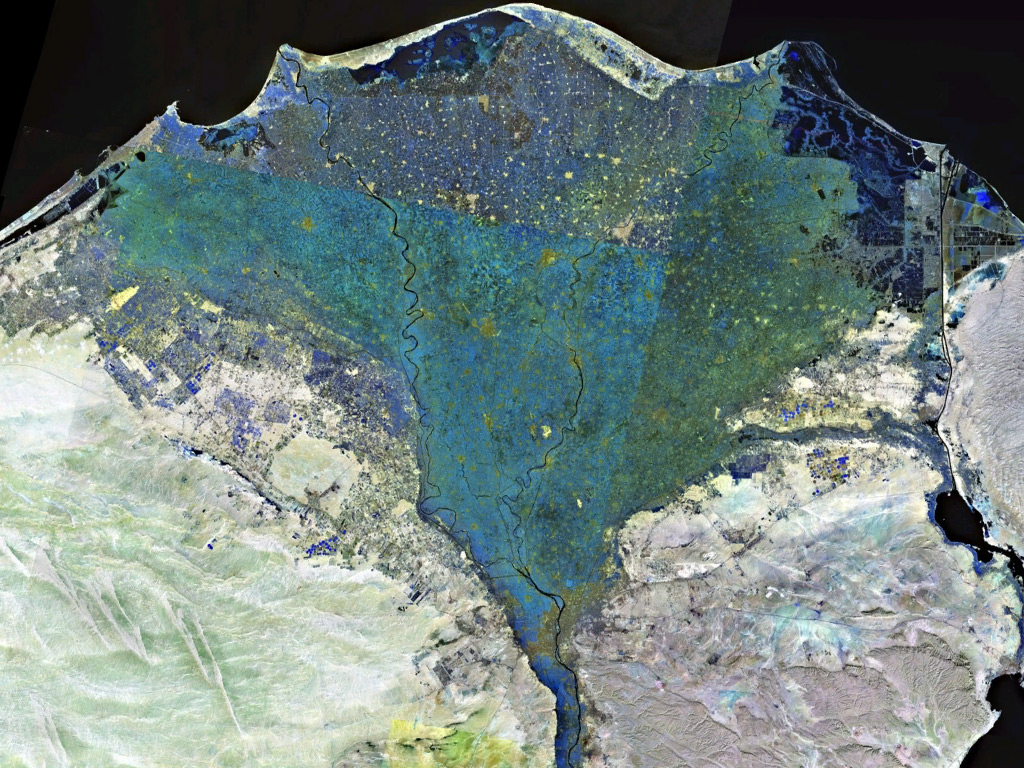
Ảnh vệ tinh NASA chụp châu thổ sông Nin (màu đã được sửa đổi).

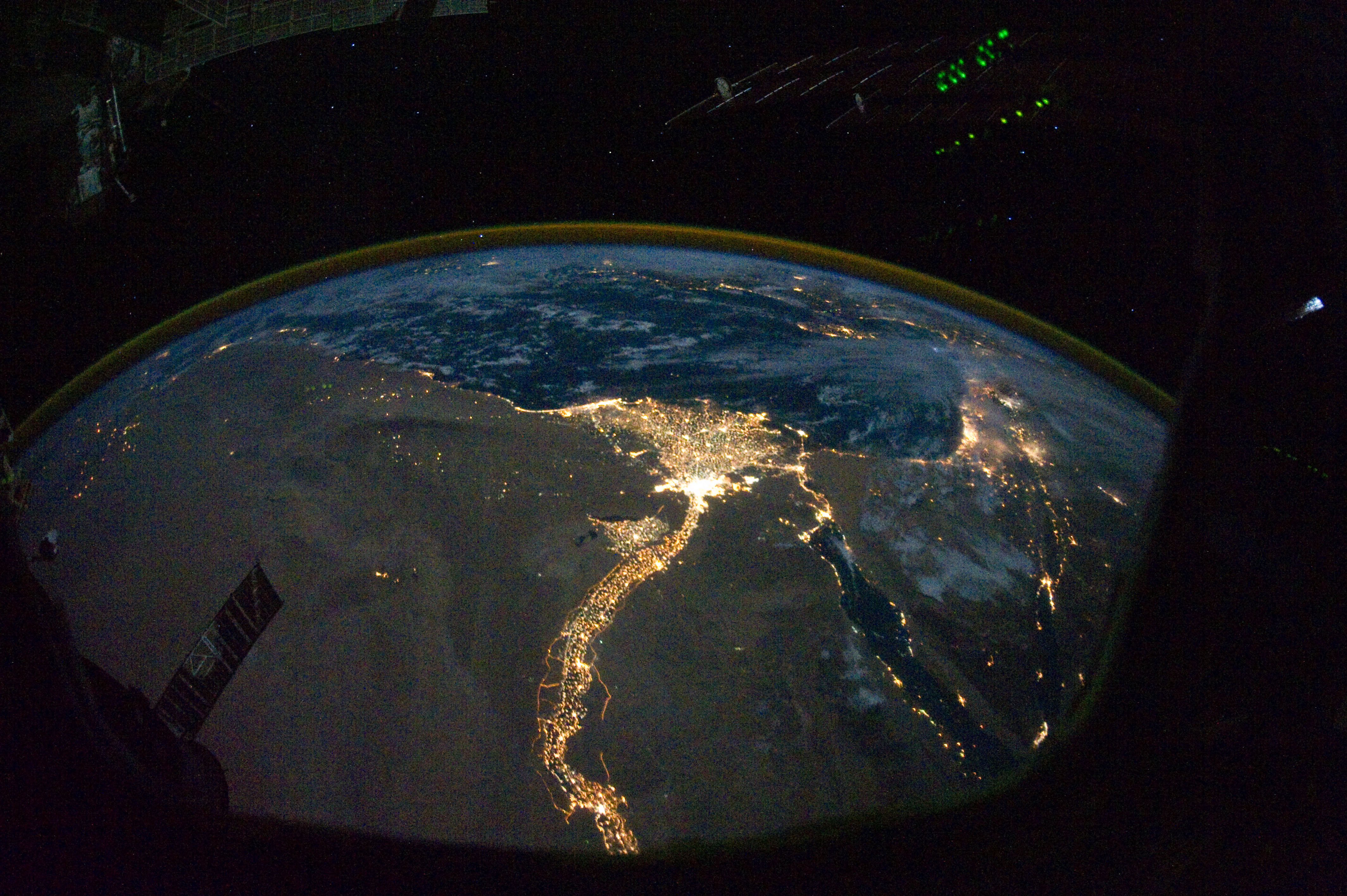
Châu thổ sông Nin về đêm.

Châu thổ sông Nin (tiếng Ả Rập: دلتا النيل) là một châu thổ ở phía bắc Ai Cập (Hạ Ai Cập), nơi con sông mở rộng và đổ ra Địa Trung Hải. Đây là một trong số những châu thổ sông rộng nhất thế giới— trải dài từ Alexandria ở phía tây cho đến Port Said ở phía đông, bao phủ 240 km bờ biển Địa Trung Hải— và cũng là khu vực nông nghiệp phong phú. Theo chiều bắc nam, châu thổ dài xấp xỉ 160 km. Diện tích của châu thổ là khoảng 40.107,8 km2.

## Địa lý

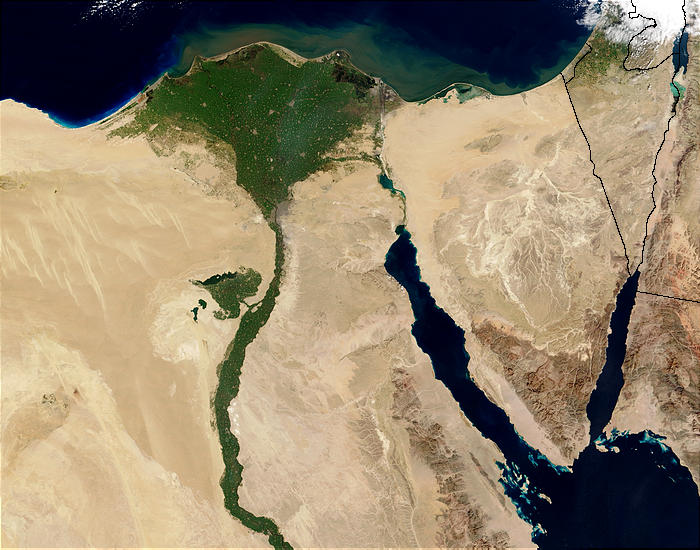
Sông Nin và châu thổ.

Từ bắc đến nam, châu thổ dài xấp xỉ 160 km. Từ đông đến tây, nó bao phủ 240 km đường bờ biển. Châu thổ này đôi khi được chia thành các khu vực; sông Nin cũng tách thành hai phân lưu chính, Damietta và Rosetta, đổ vào Địa Trung Hải tại hai thành phố cảng cùng tên. Trước kia, sông Nin có một vài phân lưu khác nhưng chúng đã bị mất đi do lũ lụt, bồi lắng và thay đổi dòng chảy. Một phân lưu đã mất như thế là Wadi Tumilat. Kênh đào Suez chạy qua phía đông của châu thổ, đổ vào hồ Manzala ven biển nằm về phía đông bắc châu thổ sông Nin. Phía tây bắc cũng có ba hồ ven biển khác là hồ Mariout, hồ Burullus và hồ Idku.
Đây được coi là một châu thổ "hình cung" bởi nó trong giống một tam giác hoặc hoa sen khi nhìn từ trên cao. Các rìa phía ngoài của châu thổ sông Nin đang bị xói mòn và một số phá ven biển đang dần bị xâm thực khi mà Địa Trung Hải đang ngày càng mở rộng vào. Từ khi châu thổ sông Nin không nhận được thêm phù sa dinh dưỡng hằng năm từ thượng nguồn do việc xây dựng con đập Aswan, đất đai của những vùng đông bằng vẫn thường ngập lũ vào mùa hè trước đây nay trở nên nghèo dinh dưỡng dần và một lượng lớn phân bón đã được đưa vào sử dụng. Tầng đất mặt ở châu thổ này có thể sâu đến 70 feet (21 m).

## Dân số
Hiện nay, có tổng cộng 63 triệu người Ai Cập sống tại vùng châu thổ sông Nin. Bên ngoài các thành phố lớn, mật độ dân số ở châu thổ này trung bình là hơn 1.200 người/km² hoặc hơn. Alexandria là thành phố lớn nhất ở châu thổ với dân số ước lượng là trên 4 triệu người. Các thành phố lớn khác ở đây bao gồm Shubra El-Kheima, Port Said, El-Mahalla El-Kubra, El Mansoura, Tanta, và Zagazig.

## Động thực vật hoang dã

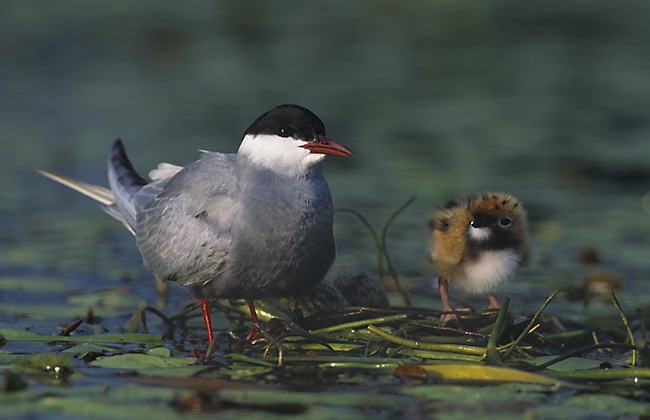
Nhàn xám.

Trong mùa thu, nhiều nơi của sông Nin được nhuộm đỏ bởi hoa sen. Ở sông Nin Hạ (phía bắc) và sông Nin Thượng (phía nam) thực vật rất phong phú. Ở sông Nin Thượng có sen Ai Cập trong khi ở phía sông Nin Hạ có cói giấy tuy vậy không còn dồi dào như trước đây và đang trở nên hiếm dần.
Hàng trăm nghìn con chim nước trú đông ở châu thổ sông Nin, trong đó có loài mòng biển nhỏ và nhàn xám tập trung đông đảo nhất thế giới. Các loài chim khác sinh sống ở châu thổ sông Nin phải kể đến diệc xám, choi choi cổ khoang, cốc, vịt mỏ thìa. Ngoài ra còn có diệc bạch và cò quăm.
Các loài động vật khác ở đồng bằng sông Nin là ếch, rùa, rùa cạn, cầy mangut và Nile monitor. Cá sấu sông Nin và hà mã, hai loài động vật phổ biến ở sông Nin xưa kia, không còn được tìm thấy ở đây. Các loài cá ở sông Nin gồm có cá đối đầu dẹt và cá bơn.